# Lidija Varbanova
Lidija Varbanova, coniugata Milkova (in bulgaro Лидия Варбанова-Милкова?; Varna, 26 dicembre 1970), è un'ex cestista bulgara.

## Carriera
Con la Bulgaria ha disputato i Campionati mondiali del 1990 e due edizioni dei Campionati europei (1989, 1993).